# Liste d'abbayes cisterciennes en Irlande
Pour un article plus général, voir Liste d'abbayes cisterciennes.
 (janvier 2025).

Blason de l'ordre cistercien.

Cet article liste les abbayes cisterciennes actives ou ayant existé en Irlande. Il s'agit des abbayes de religieux (moines et moniales) appartenant à l'ordre cistercien, ou aux ordres qui en sont issus (en particulier Trappistes).

## Remarques
Ces abbayes ont appartenu, à différentes époques, à des ordres, des congrégations ou des groupements, dont les principaux, pour les abbayes anglaises, sont :
- les cisterciens de la primitive observance, exclusivement entre la première fondation de Mellifont et la dissolution des monastères d'Henri VIII, entre 1536 et la fin du XVIe siècle ;
- les cisterciens réformés ou cisterciens de la stricte observance ou trappistes, présents en Irlande exclusivement depuis le XIXe siècle.

Les dates indiquées entre parenthèses correspondent au début et à la fin du statut d'abbaye cistercienne, mais ne coïncident pas obligatoirement avec la création et avec la disparition du monastère.
Les abbayes cisterciennes aujourd'hui actives sont signalées en caractères gras.
| Abbayes d'hommes  |
| Abbayes de femmes |

Ne figurent pas dans cette liste les prieurés conventuels ou les prieurés simples dépendant des abbayes citées.

## Liste
| N°  | Nom                          | Coordonnées                        | Ville ou district           | Comté       | Diocèse                           | Famille                | Date début | Date fin  | Image |
| --- | ---------------------------- | ---------------------------------- | --------------------------- | ----------- | --------------------------------- | ---------------------- | ---------- | --------- | ----- |
| 349 | Abbeydorney ou Kyrie Eleison | 52° 21′ 13″ nord, 9° 41′ 00″ ouest | Abbeydorney                 | Kerry       | Kerry                             | Cisterciens            | 1149       | 1537      |       |
|     | Abbeyfeale                   | 52° 13′ 33″ nord, 9° 10′ 33″ ouest | Abbeyfeale                  | Limerick    | Cashel                            | Cisterciens            | 1188       | ?         |       |
| 349 | Abbeylara                    | 53° 46′ 00″ nord, 7° 27′ 00″ ouest | Abbeylara                   | Longford    | Ardagh et Clonmacnois             | Cisterciens            | 1214       | 1540      |       |
| 467 | Abbeyleix                    | 52° 54′ 46″ nord, 7° 20′ 57″ ouest | Abbeyleix                   | Laois       | Sléibhte puis Kildare et Leighlin | Cisterciens            | 1183       | 1552      |       |
| 428 | Abbeymahon                   | 51° 38′ 14″ nord, 8° 44′ 10″ ouest | Timoleague                  | Cork        | Leighlin                          | Cisterciens            | 1172       | 1544      |       |
| 314 | Abbeyshrule                  | 53° 35′ 07″ nord, 7° 39′ 10″ ouest | Abbeyshrule                 | Longford    | Meath                             | Cisterciens            | 1150       | 1540      |       |
| 548 | Abington                     | 52° 38′ 02″ nord, 8° 25′ 44″ ouest | Limerick                    | Limerick    | Lincoln                           | Cisterciens            | 1196       | 1627      |       |
| 452 | Assaroe                      | 52° 56′ 37″ nord, 8° 11′ 56″ ouest | Ballyshannon                | Donegal     | Raphoe                            | Cisterciens            | 1178       | 1597      |       |
| 292 | Baltinglass                  | 52° 56′ 38″ nord, 6° 42′ 35″ ouest | Baltinglass                 | Wicklow     | Kildare et Leighlin               | Cisterciens            | 1148       | 1536      |       |
| 227 | Bective                      | 53° 35′ 11″ nord, 6° 41′ 54″ ouest | Bective                     | Meath       | Meath                             | Cisterciens            | 1247       | 1537      |       |
|     | Bolton                       | 52° 58′ 45″ nord, 6° 49′ 29″ ouest | Athy                        | Kildare     | Dublin                            | Trappistes             | 1965       | -         |       |
| 288 | Boyle                        | 53° 58′ 25″ nord, 8° 17′ 49″ ouest | Boyle                       | Roscommon   | Elphin                            | Cisterciens            | 1161       | 1569      |       |
|     | Clare Island                 | 53° 47′ 32″ nord, 9° 59′ 05″ ouest | Île de Clare                | Mayo        | Tuam                              | Cisterciens            | 1224 ?     | ?         |       |
| 526 | Comber                       | 54° 33′ 02″ nord, 5° 45′ 02″ ouest | Comber                      | Down        | Down                              | Cisterciens            | 1200       | 1543      |       |
| 512 | Corcomroe                    | 53° 07′ 27″ nord, 9° 03′ 27″ ouest | Ballyvaughan                | Clare       | Galway                            | Cisterciens            | 1195       | 1540      |       |
| 262 | Dublin                       | 52° 32′ 27″ nord, 6° 57′ 17″ ouest | Dublin                      | Dublin      | Dublin                            | Cisterciens            | 1147       | 1539      |       |
| 544 | Duiske ou Graiguenamanagh    | 52° 32′ 27″ nord, 6° 57′ 17″ ouest | Graiguenamanagh             | Kilkenny    | Ossory                            | Cisterciens            | 1204       | 1580      |       |
| 262 | Dunbrody                     | 52° 17′ 01″ nord, 6° 57′ 34″ ouest | Waterford                   | Waterford   | Ferns                             | Cisterciens            | 1170       | 1537      |       |
| 410 | Fermoy                       | 52° 08′ 11″ nord, 8° 17′ 22″ ouest | Fermoy                      | Cork        | Cloyne                            | Cisterciens            | 1170       | 1540      |       |
| 528 | Glanawydan                   | 52° 07′ 58″ nord, 7° 25′ 04″ ouest | Kilmacthomas (en)           | Waterford   | Waterford                         | Cisterciens            | 1170       | 1228      |       |
|     | Glencairn                    | 52° 08′ 27″ nord, 8° 00′ 10″ ouest | Lismore                     | Waterford   | Lismore                           | Trappistines           | 1932       |           |       |
| 505 | Grey                         | 54° 32′ 10″ nord, 5° 33′ 47″ ouest | Ards                        | Down        | Down                              | Cisterciens            | 1193       | 1541      |       |
| 672 | Hore                         | 52° 30′ 47″ nord, 7° 54′ 04″ ouest | Cashel                      | Tipperary   | Cashel et Emly                    | Cisterciens            | 1272       | 1540      |       |
| 481 | Inch                         | 54° 19′ 58″ nord, 5° 44′ 02″ ouest | Downpatrick                 | Down        | Down et Connor                    | Cisterciens            | 1187       | 1541      |       |
| 333 | Inislounaght                 | 52° 20′ 42″ nord, 7° 44′ 28″ ouest | Marlfield (en)              | Tipperary   | Limerick                          | Cisterciens            | 1147       | 1540      |       |
| 460 | Jerpoint                     | 52° 30′ 39″ nord, 7° 09′ 29″ ouest | Thomastown                  | Kilkenny    | Ferns                             | Cisterciens            | 1240       | 1540      |       |
| 529 | Kilbeggan                    | 53° 22′ 07″ nord, 7° 30′ 04″ ouest | Kilbeggan                   | Kilkenny    | Meath                             | Cisterciens            | 1150       | 1539      |       |
| 469 | Kilcooly                     | 52° 40′ 26″ nord, 7° 33′ 33″ ouest | Gortnahoe (en)              | Tipperary   | Cashel                            | Cisterciens            | 1182 1622  | 1540 1650 |       |
| 474 | Killenny ou Glandy           | 53° 57′ 03″ nord, 6° 37′ 52″ ouest | -                           | Kilkenny    | Ossory                            | Cisterciens            | 1185       | 1227      |       |
| 521 | Kilshane ou Kilshanny        | 52° 28′ 24″ nord, 8° 51′ 42″ ouest | Ballingarry (Limerick) (en) | Limerick    | Limerick                          | Cisterciens            | 1198       | 13…       |       |
| 494 | Knockmoy                     | 53° 26′ 23″ nord, 8° 45′ 09″ ouest | Abbeyknockmoy (en)          | Galway      | Tuam                              | Cisterciens            | 1190       | 1542      |       |
| 575 | Macosquin                    | 55° 05′ 57″ nord, 6° 42′ 24″ ouest | Newry                       | Londonderry | Derry                             | Cisterciens            | 1218       | 1604      |       |
| 173 | Mellifont                    | 53° 44′ 32″ nord, 6° 27′ 59″ ouest | Drogheda                    | Louth       | Armagh                            | Cisterciens Trappistes | 1142 1938  | 1538 -    |       |
| 291 | Monasteranenagh              | 52° 31′ 00″ nord, 8° 39′ 45″ ouest | Newry                       | Armagh Down | Limerick                          | Cisterciens            | 1148       | 1539      |       |
|     | Mount Melleray               | 52° 11′ 15″ nord, 7° 51′ 27″ ouest | Cappoquin                   | Waterford   | Waterford                         | Trappistes             | 1833       | -         |       |
| 347 | Newry                        | 54° 10′ 18″ nord, 6° 20′ 01″ ouest | Croom                       | Limerick    | Down et Connor                    | Cisterciens            | 1153       | 1538      |       |
|     | Portglenone                  | 54° 52′ 11″ nord, 6° 27′ 58″ ouest | Portglenone (en)            | Antrim      | Down et Connor                    | Trappistes             | 1948       | -         |       |
|     | Roscrea                      | 52° 57′ 49″ nord, 7° 51′ 21″ ouest | Roscrea                     | Tipperary   | Killaloe                          | Trappistes             | 1878       | -         |       |
|     | Strowry                      | 51° 33′ 06″ nord, 9° 17′ 18″ ouest | Skibbereen                  | Cork        | Leighlin                          | Cisterciennes          | 1228       | 1541      |       |
| 527 | Tinternparva                 | 52° 14′ 13″ nord, 6° 50′ 16″ ouest | Saltmills (en)              | Wexford     | Ferns                             | Cisterciens            | 1200       | 1537      |       |
| 589 | Tracton                      | 51° 45′ 23″ nord, 8° 23′ 09″ ouest | Carrigaline                 | Cork        | Cork                              | Cisterciens            | 1225       | 1540      |       |